# Penna in Teverina
Penna in Teverina település Olaszországban, Terni megyében. Lakosainak száma 1022 fő (2023. január 1.). Penna in Teverina Amelia, Giove és Orte községekkel határos.

## Népesség
A település népessége az elmúlt években az alábbi módon változott:
| Lakosok száma | 1084 | 1068 | 1022 |
|               | 2018 | 2019 | 2023 |